# Bartucz Attila
Bartucz Attila (1969. november 30. –) magyar színész, szinkronszínész, szinkronrendező.

## Életpályája
1969-ben született. 1978-ban bekerült a Magyar Rádió gyermekszínészképző stúdiójába, ahol három évet töltött. Szerepelt többek között  a Nyitnikék, a Miska bácsi levelesládája című műsorokban, de a rádiókabaréban is. 1981-től szinkronizált rendszeresen, egészen 2012-ig, amikortól a fő tevékenysége a szinkronrendezés lett. Magyarszöveg íróként és gyártásvezetőként is tevékenykedik.

## Filmes és televíziós szerepei
- Barátok közt (2002) ...Várkonyi Krisztián
- Elveszett idők (2022) ...Cellatárs